# Maximiliano de Almeida
Maximiliano de Almeida es un municipio brasileño del estado de Rio Grande do Sul.
Se encuentra ubicado a una latitud de 27º37'56" Sur y una longitud de 51º48'12" Oeste, estando a una altitud de 583 metros sobre el nivel del mar. Su población estimada para el año 2004 era de 5.147 habitantes.
Ocupa una superficie de 215,94 km².
- Datos: Q1757239
- Multimedia: Maximiliano de Almeida / Q1757239